# Elías Ómarsson
Elías Ómarsson (Keflavik, 18 de enero de 1995) es un futbolista islandés. Juega de delantero y su equipo es el Meizhou Hakka de la Superliga de China.

## Selección nacional
| Selección             | Año    | PJ | Goles |
| --------------------- | ------ | -- | ----- |
| Selección sub-17      | 2012   | 5  | 0     |
| Selección sub-19      | 2014   | 3  | 1     |
| Selección de Islandia | 2015-  | 9  | 0     |
| Selección sub-21      | 2015-? | 11 | 3     |

## Clubes
| Club               | País         | Año       |
| ------------------ | ------------ | --------- |
| Keflavík ÍF        | Islandia     | 2012-2014 |
| Vålerenga          | Noruega      | 2015-2016 |
| IFK Göteborg       | Suecia       | 2016-2018 |
| S. B. V. Excelsior | Países Bajos | 2018-2021 |
| Nîmes Olympique    | Francia      | 2021-2023 |
| NAC Breda          | Países Bajos | 2023-2025 |
| Meizhou Hakka      | China        | 2025-     |